# Sapore di mare 2: Un anno dopo
Pour plus de détails, voir Fiche technique et Distribution.
Sapore di mare 2: Un anno dopo est une comédie romantique italienne réalisée par Bruno Cortini et sortie en 1983.
C'est la suite de Sapore di mare, de Carlo Vanzina.

## Synopsis
Été 1965. Un an après leur première rencontre, le groupe La Capannina se réunit à nouveau sur la plage de Forte dei Marmi, à Versilia. Par rapport à l'été précédent, il n'y a plus Luca et Felicino, ni Marina Pinardi et Mme Balestra avec son mari. Mais ils sont rejoints par Tea Guerrazzi, une femme à la recherche d'hommes riches, Uberto Colombo, le chauffeur du commissaire Carraro, Fulvio Comenducci, un jeune libertin, Valeria, la camarade de classe de Gianni, et Reginella, la fille d'amis des Pinardi.
Paolo est de plus en plus amoureux de Susan et est prêt à la chercher partout, malgré l'avis négatif de ses parents, qui voudraient qu'il se fiance à Reginella. Susan partage également les sentiments de Paolo, mais alors qu'il la cherche à Londres, elle arrive par surprise à Forte dei Marmi : ne le trouvant pas et le croyant fiancé à Reginella, elle se jette dans les bras d'un certain Romildo Bettazzi.
Uberto est en vacances à Forte dei Marmi avec un seul objectif : conquérir une femme riche. Rejeté par Tea Guerrazzi, qui découvre immédiatement son jeu, il parvient à impressionner Alina, la jeune amoureuse du commandeur Parodi. Entre un mensonge et l'autre, il omet cependant de tenir compte d'un événement imprévu : celui de tomber sérieusement amoureux de la jeune fille.
Le nouveau venu, Fulvio, fait la cour à Selvaggia. Physiquement attirée par le garçon, elle finit par céder et trompe avec lui son fiancé Gianni, dont elle reste pourtant très amoureuse. Valeria est également secrètement amoureuse de Gianni, prête à profiter de la situation et à créer de nouveaux malentendus entre les deux petits amis.
Dix-huit ans plus tard, Susan et Paolo sont mariés, tout comme Alina et Uberto dont le mariage est cependant en crise. Gianni et Selvaggia ont dû attendre dix-huit ans mais se retrouvent enfin, tous deux libres et consentants. Tea, profitant de l'argent dont elle a hérité du commandeur Parodi, retrouve Fulvio alors que Maurizio a épousé Reginella et que son fils, copie conforme de Maurizio, courtise les filles du marquis Pucci sur l'air de Vamos a la playa de Righeira.

## Fiche technique
- Titre original : Sapore di mare 2: Un anno dopo[1],[2]
- Réalisateur : Bruno Cortini
- Scénario : Carlo Vanzina, Enrico Vanzina, Cesare Frugoni
- Photographie : Blasco Giurato
- Montage : Alberto Gallitti
- Musique : Gianni Boncompagni et d'autres artistes
- Décors : Gualtiero Caprara
- Costumes : Silvio Laurenzi
- Production : Pio Angeletti (it), Adriano De Micheli (it)
- Société de production : International Dean Film
- Société de distribution : Medusa Distribuzione
- Pays de production :  Italie
- Langue de tournage : italien
- Format : Couleurs
- Durée : 105 minutes (1h45)
- Genre : Comédie romantique
- Dates de sortie :
  - Italie : 2 décembre 1983

## Distribution
- Gianni Ansaldi (it) : Gianni
- Angelo Cannavacciuolo : Paolo Pinardi
- Mauro Di Francesco : Uberto Colombo
- Eleonora Giorgi : Tea Guerrazzi
- Massimo Ciavarro : Fulvio Comanducci
- Isabella Ferrari : Selvaggia Binetti
- Karina Huff : Susan Hunt
- Paolo Baroni : Marquis Pucci
- Angelo Maggi : Marquis Pucci
- Pascale Reynaud : Alina
- Anna Pettinelli : Valeria
- Enio Drovandi : Cecco le photographe
- Gianfranco Barra : Antonio Pinardi, le père de Paolo
- Renato Baldini : l'amant d'Alina
- Ennio Antonelli : le sauveteur Morino
- Ugo Bologna : Commendatore Carraro
- Giorgio Vignali : Maurizio
- Giorgia Fiorio : Giorgia
- Francesca Ventura : Reginella
- Anna Maria Torniai : Maria Carraro, l'épouse du commandant
- Giovanni Tamberi :
- Annabella Schiavone : Annabella Pinardi, la mère de Paolo
- Renato Cecchetto : le bijoutier
- Little Tony : lui-même
- Gino Paoli : lui-même

## Bande originale
| 1.    | Sapore di sale                                                  | Gino Paoli         | 3:28 |
| 2.    | Tous les garçons et les filles                                  | Françoise Hardy    | 3:07 |
| 3.    | Il mondo                                                        | Jimmy Fontana      | 2:41 |
| 4.    | Quelli che hanno un cuore                                       | Petula Clark       | 3:04 |
| 5.    | Quando quando quando                                            | Tony Renis         | 2:44 |
| 6.    | E se domani                                                     | Mina               | 3:04 |
| 7.    | L'amore                                                         | Don Backy          | 2:56 |
| 8.    | Cento giorni                                                    | Caterina Caselli   | 3:02 |
| 9.    | C'era un ragazzo che come me amava i Beatles e i Rolling Stones | Gianni Morandi     | 3:05 |
| 10.   | Il Ragazzo della via Gluck                                      | Adriano Celentano  | 4:01 |
| 11.   | Ciao ciao (Down Town)                                           | Petula Clark       | 2:55 |
| 12.   | Ritornerai                                                      | Bruno Lauzi        | 2:42 |
| 13.   | La pioggia                                                      | Gigliola Cinquetti | 2:57 |
| 14.   | Azzurro                                                         | Adriano Celentano  | 3:56 |
| 15.   | Ragazzo triste                                                  | Patty Pravo        | 3:02 |
| 16.   | Riderà                                                          | Little Tony        | 3:55 |
| 17.   | L'immensità                                                     | Johnny Dorelli     | 3:22 |
| 18.   | Rose rosse                                                      | Massimo Ranieri    | 3:22 |
| 19.   | Un mondo d'amore                                                | Gianni Morandi     | 2:37 |
| 20.   | L'ora dell'amore (Homburg)                                      | I Camaleonti       | 3:36 |
| 21.   | Acqua azzurra, acqua chiara                                     | Lucio Battisti     | 3:36 |
| 67:12 |                                                                 |                    |      |